# Dhow Countries Music Academy

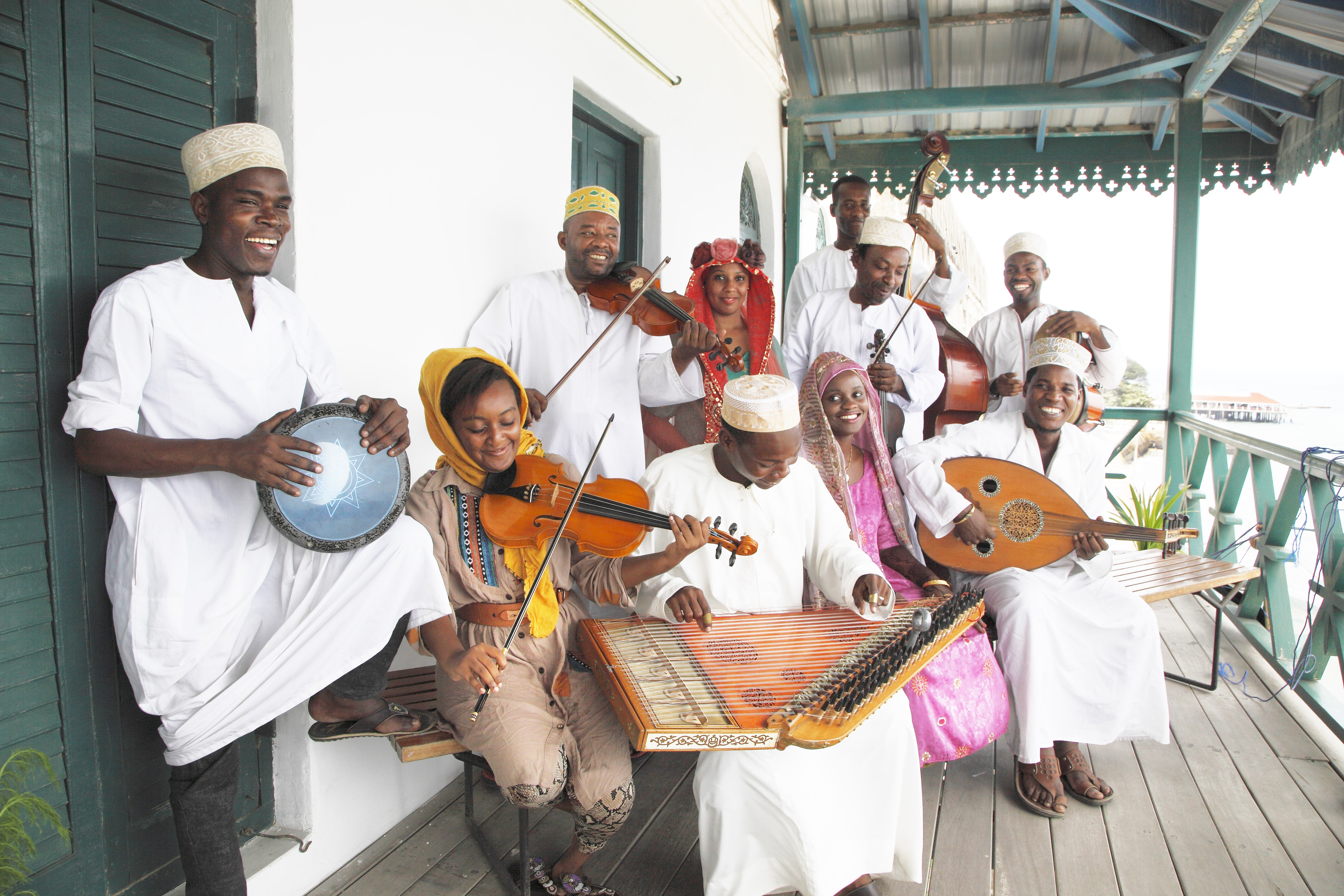
Taarab/Kidumbak Ensemble, 2015

Die Dhow Countries Music Academy (DCMA) ist Sansibars erste und einzige professionelle Musikschule. Sie wurde im September 2002 gegründet und bietet Musik- und Instrumentalunterricht zu geringen Kosten für jeden, der sich für Musik der so genannten Dhau-Länder und ihren kulturellen Hintergrund interessiert oder ein Instrument erlernen möchte. Besonderer Wert wird auf die Vermittlung traditioneller Musikinstrumente und -stile gelegt, wie Taarab, Kidumbak, traditionelle Ngo'ma-Musik und Tänze aus den Regionen Unguja und Pemba.

## Ziele
Die DCMA versteht sich als Bewahrerin des lebendigen kulturellen und musikalischen Erbes von Sansibar und der Dhau-Länder, deren Seeleute an der Ostküste Afrikas mit ihren Segelschiffen vom Typus Dhau Handel betrieben und mit ihren Waren auch die Musikstile und Instrumente aus anderen Teilen Afrikas, des arabischen Raums und der westlichen Welt austauschten.
Die Schule bietet den Einwohnern von Sansibar und der Dhau-Region (den Anliegerländern des Indischen Ozeans) eine einmalige Gelegenheit, sowohl traditionelle Musik als auch Genres der globalen Musik zu studieren. Während ihre Hauptaufgabe in der Vermittlung von Musik zur Bildung und Unterhaltung besteht, ist es ihr besonderes Anliegen, die Bildungschancen für junge Menschen, Kinder und Frauen zu erweitern. Darüber hinaus steht die DCMA allen Interessierten offen, unabhängig von Alter, Geschlecht oder Religion.
Die DCMA hat seit ihrer Gründung wachsenden internationalen Ruf als anspruchsvolle musikalische Ausbildungsstätte erlangt und wurde im Oktober 2010 mit dem Roskilde Festival World Music Award für traditionellen Musikunterricht ausgezeichnet. In einem Bericht in der Schweizer Zeitschrift Eine Welt hieß es: „Die Musikakademie der tansanischen Insel wurde in den letzten Jahren zu einem bedeutenden Begegnungszentrum der dynamischen lokalen Kulturszene.“

## Ausbildung
Das akademische Curriculum der DCMA bietet eine hochwertige Ausbildung für Anfänger und fortgeschrittene Studenten auf Zertifikats- und auf Diplomniveau. Sie umfasst ebenso Kurse in der Theorie der Swahili-Musik sowie der Musik der Dhau-Länder, also der orientalisch-arabischen Musik. Darüber hinaus bietet die DCMA auch die Möglichkeit, Instrumente der westlichen Musik zu studieren.
Die musikalische Ausbildung bietet an:
1. Einzel- und Klassenunterricht für Gesang und Instrumente wie Violine, Oud, Qanun, Cello, Gitarre, Bassgitarre, Klavier, Keyboard, Schlagzeug, Akkordeon und Flöte sowie Auffuehrungs-bezogenes Training.
2. Zertifikats- und Diplom-Kurse für praktischen Vokal- und Instrumental-Unterricht, sowie Kurse für die Musiktheorie der Swahili und der Dhau-Länder, also der orientalisch-arabischen Musik. Das Programm umfasst ebenso Kurse in den Bereichen Musikethnologie und Musikpädagogik.

Während das Hauptziel der DCMA die Erhaltung und Förderung des musikalischen Erbes von Sansibar und der Dhau-Region ist, werden darüber hinaus regelmäßig Meisterkurse, Konzerte und Workshops mit professionellen Musikern internationaler Stile (Jazz, Hip-Hop) angeboten, mit Dozenten, Toningenieuren, Festivalveranstaltern etc. aus aller Welt. Zusätzlich bietet die DCMA Seminare, Austauschbesuche und Netzwerkaktivitäten an, z. B. die Konferenz „Memory, Power and Knowledge in African Music and Beyond“ im Juni 2015, in Zusammenarbeit mit den Universitäten von Ghana, Nigeria, Mainz und Hildesheim.

## Weitere Bildungsaktivitäten
Über ihre Aktivitäten in Sansibar hinaus startete die DCMA ein Programm, um auch ländlichen Gemeinden von Sansibar musikalische Bildung zu vermitteln. Der Fokus liegt dabei auf Regionen, in denen kleine traditionelle Instrumentengruppen um ihr Überleben kämpfen. Mahonda z. B. ist ein kleines Dorf ca. 25 km außerhalb von Stone Town. So richtet sich das Mahona Center als Zweigstelle der DCMA an Menschen, die bereits einige musikalische Kenntnisse besitzen. Ihnen soll ermöglicht werden, ihre Fähigkeiten kontinuierlich zu verbessern und weiterzugeben. Erfolgreiche Studierende werden eingeladen, in der DCMA in Stone Town ein Vollzeitstudium zu absolvieren, das zu Zertifikaten und Diplomqualifikationen führt.

## Bands der DCMA
DCMA-Bands, Studenten und Lehrer, treten regelmäßig in Sansibar auf und bereichern das kulturelle Leben in Sansibar durch Konzerte und Auftritte in Clubs und Restaurants, z. B. mit Taarab- und Afro-Kabisa-Konzerten, also Live-Afro-Fusion-Musik mit Jazz, Funk, Afrobeat und Bongo-Flava. Darüber hinaus veranstaltet die DCMA regelmäßig Sonderkonzerte internationaler Gastmusiker und öffentliche Ngoma-Workshops; die Ngoma ist eine Trommel von Bantusprechern im zentralen Afrika und in Ostafrika.
Einige Bands, die aus der DCMA hervorgegangen sind, haben über Sansibar hinaus Ansehen erlangt:
- Das Taarab / Kidumbak Ensemble repräsentiert die traditionelle Musik des westlichen Indischen Ozeans, die instrumentalen und vokalen Stile dieser Verschmelzung von arabischer und afrikanischer Musik.[4]

- Die Mapanya Band, gegründet im Jahr 2016, ist eine der vielversprechendsten jungen Gruppen in Sansibar und präsentiert eine Mischung aus Afro-Fusion, Hip-Hop und Reggae.[5]

- Siti and the Band wurde im Jahr 2015 gegründet, als die Sängerin und Oud-Spielerin Siti Amina, Rahma Ameir (Violine) und Gora Mohammed (Qanun) beschlossen, ihre Wurzeln der Taarab-Musik mit ihren persönlichen musikalischen Einflüssen zu verschmelzen.[6]

- Mcharuko ist in Sansibar und Daressalam seit 2017 präsent, mit einem Cocktail aus afrikanischen populären Musikstilen unter der Leitung von Christopher Anthony (Jazz-Flöte), mit Gitarre, Schlagzeug und Gesang.

- Die Afro Jazz Group ist eine kraftvolle Mischung aus afrikanischen, arabischen und westlichen Stilen.

- Die DCMA Ngoma Gruppe, sie wird von Sansibars Trommlerlegende Mzee Kheri angeführt.

Seit der Gründung der DCMA präsentierten sich mehrere Bands auf internationalen Festivals in Tansania, anderen afrikanischen Ländern und anderen Teilen der Welt. So traten DCMA-Gruppen zwischen 2004 und 2018 regelmäßig beim Sauti za Busara Festival in Sansibar auf, die Taarab Gruppe beim Mela Festival in Frankreich. Zwischen 2005 und 2017 war die DCMA mit ihren Gruppen beim Zanzibar International Film Festival präsent, das Taarab-Ensemble trat 2010, 2012 und 2015 beim Brave Festival in Polen auf.